# Histoire de ma vie (Casanova)
Pour les articles homonymes, voir Histoire de ma vie.
Peu d’œuvres auront été aussi malmenées que l’Histoire de Jacques Casanova de Seingalt vénitien, écrite par lui-même à Dux, en Bohême, selon le titre que lui avait donné Casanova.
Le manuscrit, écrit en français entre 1789 et sa mort survenue en 1798, est conservé plus de 20 ans dans sa famille sans être publié. À partir de 1822, racheté par l’éditeur allemand Friedrich Arnold Brockhaus, le texte traduit en allemand, retraduit en français, piraté, réécrit, expurgé, fait l’objet de plusieurs éditions médiocres sous des titres offrant des variations autour de Mémoires de Casanova, nom usuel sous lequel l’ouvrage est longtemps connu. En 1834, son contenu libertin jugé scandaleux le fait mettre à l’Index des livres interdits, avec toutes les œuvres de Casanova. Il faudra attendre 1960 pour que Brockhaus entame la publication d’une édition conforme au manuscrit de Casanova, sous le titre Histoire de ma vie.
Le 18 février 2010, la bibliothèque nationale de France acquiert, grâce à un mécénat, le manuscrit original pour 7 millions d’euros, auprès d'un membre de la famille de Friedrich Arnold Brockhaus,.
L'Histoire de ma vie est considérée comme un monument de la littérature, tant pour son style, son contenu érotique, et comme témoignage particulièrement riche sur la société du XVIIIe siècle : Blaise Cendrars « considère les Mémoires de Casanova comme la véritable Encyclopédie du XVIIIe siècle », et Francis Lacassin y voit « ... une œuvre qui est au siècle de Louis XV ce que les Mémoires de Saint-Simon sont au siècle de Louis XIV. »

## Un roman vécu
La vie de Casanova est un roman vécu. Ses Mémoires relatent les aventures à travers l’Europe du célèbre aventurier, tour à tour abbé, militaire, historien, antiquaire, homme de lettres, poète, violoniste, chimiste, magicien, espion, et même industriel. Nul doute que sans son amour effréné des aventures, son inclination invincible au libertinage, ses légèretés de conduite et sa hâblerie, souvent fine, du reste, et spirituelle, Casanova n’eût pu immortaliser un nom considéré dans l’histoire des sciences ou de la diplomatie.
À Venise, où il est né, sa figure avenante, ses manières aisées, sa parole facile et persuasive lui ouvrent les maisons aristocratiques et les palais. Il y recevra du patriarche les ordres mineurs avant que des intrigues amoureuses ne le fassent expulser du séminaire. Il est jeté en prison dans le fort Saint-André, d’où il sort au bout de quelques jours. Pressé par sa mère, actrice à Varsovie, qui avait rêvé pour lui de grandes fonctions dans l’état ecclésiastique, il se rend à Naples, visite plusieurs villes et arrive à Rome, où il plaît de prime abord au cardinal Acquaviva au service duquel il entre. Bien accueilli par Benoît XIV, il semble destiné à un brillant avenir lorsqu’il tombe soudainement en disgrâce.
Quittant la soutane, Il endosse alors l’habit militaire pour se mettre au service de Venise, perd tout son argent au jeu et met ses bijoux en gage. Parti en congé pour Constantinople, il égare en route le passeport qu’il avait reçu du cardinal, s’arrête à Ancône et s’y lie avec des comédiennes. Tombé un jour au milieu de soldats espagnols de l’armée qui occupait le pays, il est fait prisonnier. Évadé, il s’embarque en 1745, pour Constantinople où il rencontre le célèbre comte de Bonneval et ne tarde pas à retourner à Venise où, après s’être vu préférer le bâtard d’un patricien, il quitte l’habit militaire.
Ruiné au jeu, il occupe un emploi de violon au théâtre de Saint-Samuel lorsqu’il sauve la vie du sénateur de Bragadino qui, frappé d’apoplexie, étouffe sous une onction de mercure ordonnée par un médecin en rejetant l’appareil. Guéri, le malade reçoit dans sa maison son sauveur qu’il croit initié aux sciences occultes. Adopté et traité comme son fils, Casanova devenu riche mène une vie de folie et de désordre. Cité devant trois tribunaux à la fois, il fuit et Vérone, Milan, Mantoue, Ferrare, Bologne, Césène deviennent le théâtre de ses exploits. Réfugié à Parme en compagnie d’une jeune dame française aux allures mystérieuses et romanesques, dont il est obligé de se séparer à Genève, il retourne à Venise où il cherche les moyens de vivre du jeu. C’est alors qu’il vient à Paris, qu’il quitte bientôt pour retourner à Venise, où les inquisiteurs d’État le font arrêter et enfermer dans la célèbre prison vénitienne des Plombs en 1755. L’histoire de son évasion a fait l’objet d’une publication séparée, l’Histoire de ma fuite des prisons de la république de Venise, appelées les Plombs, Prague, 1788, in-8o.

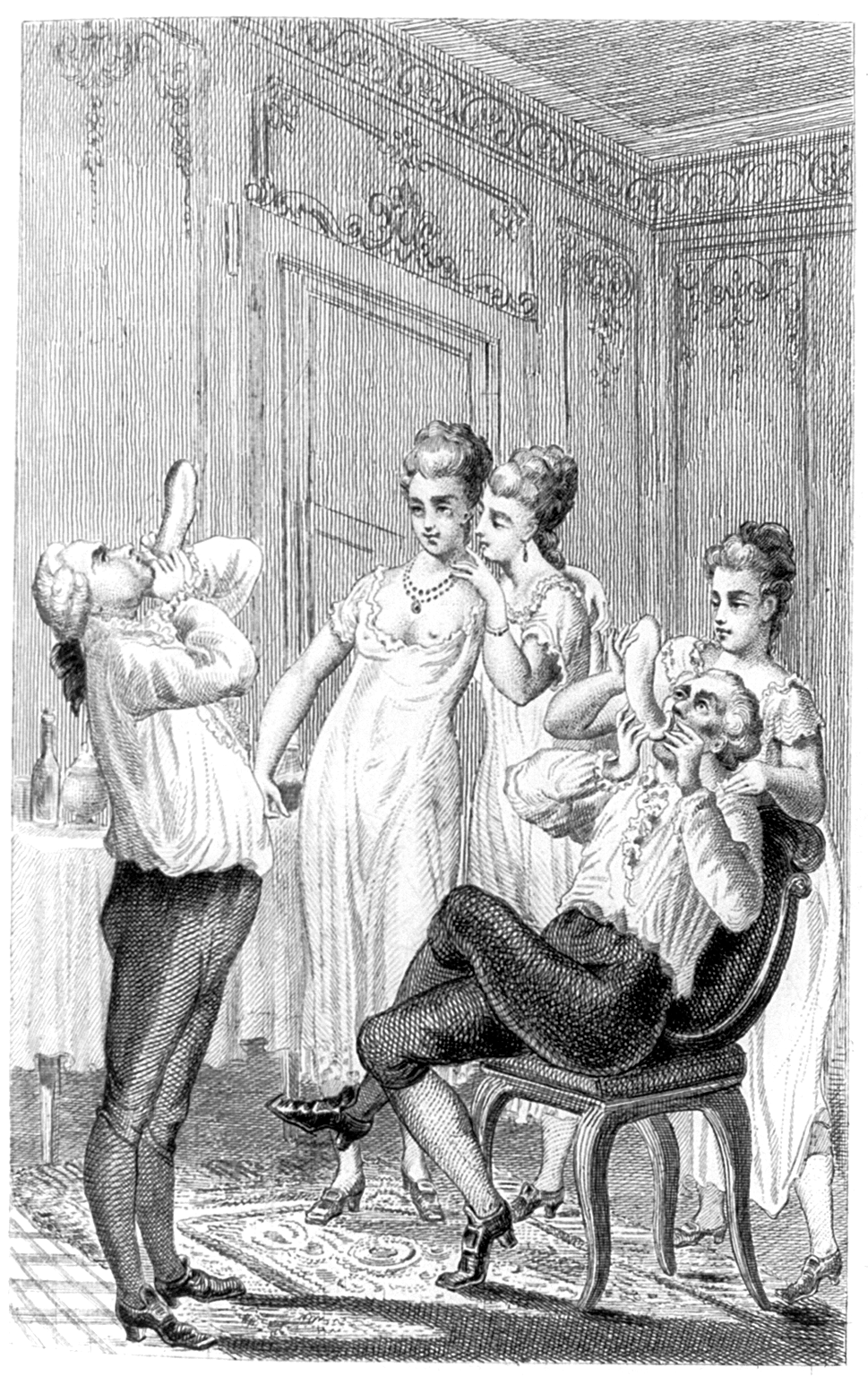
Casanova [à gauche] et la redingote anglaise, gravure illustrant l’édition Rozez 1872 des Mémoires.

Arrivé à Paris en 1757, son entrain, son esprit, sa facilité d’entregent et sa bonne humeur l’introduisent dans la société des hommes et des femmes de distinction. II se met en rapport avec le maréchal de Richelieu, Crébillon, Voisenon, Fontenelle, Favart, Rousseau, etc. Reçu par la superstitieuse duchesse de Chartres, il pratique avec elle une forme personnelle de la Gematria de la Kabbale, qu’il appelle sa « cabale » ou son « oracle », adaptée pour lui permettre de déterminer secrètement les réponses.
Le cardinal de Bernis, qu’il avait connu ambassadeur à Venise, ayant parlé de lui au duc de Choiseul comme d’un homme exercé, expert en matière de finances, il persuade à Joseph Pâris Duverney qu’il a inventé un admirable plan de loterie. Il convainc tout le monde, y compris D'Alembert, appelé comme expert mathématicien et obtient six bureaux de recettes et quatre mille francs de pension pour sa part sur le produit de sa loterie. Il gagne cinq cents louis en récompense d’une mission secrète consistant à aller visiter dix vaisseaux de guerre en rade à Dunkerque. Il rencontre, chez la marquise d’Urfé dont il exploita la crédulité, l’aventurier connu sous le nom de comte de Saint-Germain et qu’il soupçonne de prestidigitation et d’imposture.
Casanova reçoit de Choiseul une mission importante auprès de marchands d’Amsterdam et, à son retour, mène la belle vie dans une villa meublée magnifiquement, avec chevaux, voitures, palefreniers et laquais. Se tournant, après avoir perdu ses protecteurs, vers l’industrie de l’impression des étoffes de soie, une faillite spectaculaire lui vaut d’être enfermé au For-l'Évêque, d’où il ne sort que grâce à la marquise d’Urfé. En décembre 1759, il quitte Paris pour la Hollande où il retrouve le comte de Saint-Germain. Il passe en Allemagne, arrive à Cologne où l’Électeur lui fait bon accueil, passe à Stuttgart, d’où le chasse une mauvaise affaire et s’arrête à Zurich où l’idée lui vient de se faire moine avant qu’une aventure amoureuse ne vienne contrarier sa résolution.
Séjournant quelque temps à Soleure, il s’y lie avec M. de Chavigny, l’ambassadeur de France, traverse Bâle, Berne et passe trois jours chez le célèbre Haller à Roche. Il fait une halte à Lausanne et arrive à Genève en 1760. Il se présente à Voltaire et passe en Savoie avant que des intrigues d’amour ne l’arrêtent à Aix. Il visite Grenoble, Avignon, Nice, puis Gênes où l’on joue la traduction qu’il avait faite de l’Écossaise de Voltaire. Il arrive à Rome, qu’il quitte aussitôt pour Naples, puis Florence d’où il est chassé par ordre du grand-duc. Également chassé de Modène, il part pour Turin avant de se retrouver à Paris d’où un duel l’oblige à s’éloigner. À Augsbourg, le bourgmestre le questionne au sujet du nom de « Seingalt » dont il a cru bon d’allonger son nom réel pour se donner un air de gentilhomme. De retour en France, il raconte sa supercherie à la naïve marquise d’Urfé qu’il s’est engagé à régénérer sous la forme d’un jeune homme.
À Londres, il rencontre le chevalier d’Éon et le roi Georges III. Arrivé à Berlin, il fréquente Frédéric II qui allait le nommer gouverneur de l’École des cadets lorsqu’il part brusquement pour Saint-Pétersbourg où il a plusieurs entrevues avec Catherine II. À Varsovie, le roi de Pologne lui fait un accueil chaleureux et lui donne deux cents ducats mais, insulté par le général grand chambellan de la couronne, Branicki, il se bat en duel, le blesse dangereusement et est blessé lui-même. Il reçoit l’ordre de quitter Varsovie. Le roi lui remet mille ducats pour payer ses dettes. Il part pour Dresde qu’il quitte bientôt pour se rendre à Vienne, où il se lie avec l’abbé Métastase et avec Lapérouse ; mais la police lui enjoint de quitter promptement la ville.
Revenu à Paris, il s’engage dans une querelle qui lui vaut l’ordre de partir dans les vingt-quatre heures et se dirige vers l’Espagne, muni de lettres pour le comte d’Aranda. Après de nouvelles intrigues galantes et tragiques, il est jeté en prison à Madrid, mais en sort bientôt pour se rendre à Barcelone où il est enfermé quarante-trois jours dans la citadelle. Il en profite pour rédiger une réfutation de l’Histoire de Venise d’Amelot de la Houssaie. Le dernier jour de l’année 1768, il part pour Aix où il fait connaissance avec du marquis d’Argens et avec Cagliostro. Retourné à Rome, il retrouve le cardinal de Bernis avant de passer à Naples et à Bologne. Il s’arrête deux mois à Ancône et s’établit à Trieste où il reçoit quatre cents ducats de la République vénitienne pour un léger service rendu. S’étant réconcilié avec le gouvernement, il rentre dans sa patrie pour la dernière fois mais il n’y reste pas longtemps : la vingtième des lettres de Casanova qui font suite à ses Mémoires nous apprend qu’il passa encore quelques mois à Paris en 1785, date à laquelle s’achève son manuscrit.

## Éditions
L’histoire du manuscrit et des éditions des Mémoires est presque aussi riche que la vie de son auteur. Pendant un siècle, Casanova ne sera disponible en librairie pour la plupart des lecteurs français que dans les textes truqués de Laforgue (chez Garnier) et de Laforgue-Busoni (chez Flammarion), sous le titre de Mémoires de J. Casanova de Seingalt. En 1960, la publication du texte authentique de Casanova sous son titre original Histoire de ma vie a annulé les pseudo-éditions antérieures, bien qu’elles aient continué d’être publiées ; Francis Lacassin commentait en 1993 : « De nos jours, toute édition de Casanova qui serait établie sans recourir aux papiers qu’il laissa dans le petit château de Bohême où il est mort ne serait qu’une édition Kleenex à jeter après usage hygiénique rapide. Dans Boudu sauvé des eaux, un classique du cinéma, Jean Renoir montre Boudu crachant entre les pages d’un exemplaire des Fleurs du mal. Il pourrait en faire autant aujourd’hui dans de prétendues éditions des Mémoires de Casanova qui sont en réalité de la ratatouille. »

### Le manuscrit original (1789-1798)
Casanova a écrit ses Mémoires en langue française au château de Dux, où il a occupé la sinécure de bibliothécaire du comte de Waldstein (Joseph-Karl Emmanuel de Valdštejn) durant les treize dernières années de sa vie. En avril 1789, une maladie le contraint au repos absolu, et sur la suggestion de son médecin il entame la rédaction de ses Mémoires pour se distraire.
- De 1789 à 1793, il rédige une première version de son manuscrit. Devenu sombre et las, Casanova préfère s’arrêter avant d’arriver à la date de ses cinquante ans[8] et laisse le récit s’arrêter soudainement à la fin d’un chapitre de 1774. Dite « premier manuscrit », elle est intitulée Histoire de mon existence.
- De 1794 à 1798, il produit une seconde version de son manuscrit. C’est qu’il a rencontré le Prince de Ligne, qui lui a amicalement réclamé ses Mémoires. Casanova a maintenant le projet de les prolonger et de les publier, mais commence par réviser et mettre au propre son manuscrit, qu’il passe au fur et à mesure au Prince. La maladie et la mort interrompent ce travail avant qu’il n’ait fini de réviser la dernière partie, qui demeure en l’état abrupt de la première version. Dite « deuxième manuscrit », en 3 700 pages in-folio (ou en compte d’imprimeur 900 feuilles doubles, à quatre pages), sa préface est intitulée Histoire de ma vie jusqu’à l’an 1797 et son chapitre premier Histoire de Jacques Casanova de Seingalt vénitien, écrite par lui-même à Dux, en Bohême. Son neveu, Carlo Angiolini, arrivé de Dresde pour le soigner, emporte plusieurs manuscrits dont les 3 700 feuilles d’Histoire de ma vie[9].

### La traduction Schütz (1822-1828)
Le volumineux manuscrit passe de main en main dans la famille Angiolini jusqu’à être négocié fin 1820 et acheté en janvier 1821 par l’éditeur allemand Friedrich Arnold Brockhaus, de Leipzig. Sa première publication est une traduction assez fidèle en allemand (la première moitié par Wilhelm von Schütz, la seconde par un traducteur inconnu), mais censurée pour le goût de l’époque. Dite « édition Schütz », elle est pour le compte de Brockhaus, en 12 volumes in-8o, intitulée Aus den Memoiren des Venetianers Jacob Casanova de Seingalt, oder sein Leben, wie er es zu Dux in Böhmen niederschried. Nach dem Original-Manuscript bearbeitet von Wilhelm von Schütz.

### La retraduction Tournachon-Molin (1825-1829)
Le succès de l’édition allemande suscite une édition pirate, sans accès au manuscrit original. La première pseudo-édition française est donc une retraduction en français de la traduction allemande Schütz (la première moitié par un certain Jung, la seconde par Aubert de Vitry), donnant un texte fort inexact et négligé. Dite « édition Tournachon-Molin », elle est pour le compte de l’éditeur parisien Tournachon et de l’imprimeur Molin, en 14 volumes in-12, intitulée Mémoires du Vénitien J. Casanova de Seingalt, extraits de ses manuscrits originaux publiés en Allemagne par G. de Schütz.

### L’adaptation Laforgue (1826-1838)
Devant ce piratage, Brockhaus décide de faire paraître sa propre édition. La première vraie édition française à partir du manuscrit original, est cependant « arrangée » par Jean Laforgue, qui en corrige les italianismes en la réécrivant, la censure selon la morale de l’époque, mais aussi coupe ou rajoute des passages pour amoindrir les tendances chrétiennes ou Ancien Régime de l’auteur ; enfin, quatre chapitres du manuscrit ne seront pas rendus à l’éditeur. Effectuée entre 1825 et 1831, des difficultés avec la censure ralentiront la parution de ses volumes, surtout après sa mise à l’Index en 1834 (deux en 1826, deux en 1827, quatre en 1832, quatre en 1838). Dite « édition Laforgue » ou « édition originale de Leipzig », elle est pour le compte de Brockhaus, en 12 volumes, intitulée Mémoires de J. Casanova de Seingalt écrits par lui-même. Ne quidquam sapit qui sibi non sapit. Édition originale.
- La réédition Garnier (1880, réimprimé). Une réédition populaire et à bon marché, constamment réimprimée par Garnier Frères, en 8 tomes, intitulée Mémoires de J. Casanova de Seingalt écrits par lui-même ; suivis de Fragments des mémoires du Prince de Ligne. - Nouv. éd. collationée sur l’édition originale de Leipsick [sic].
- La réédition de la Sirène (1924-1935). Une réédition de qualité avec un large appareil critique, notes et répertoire, annotations des différences tirées de Schütz et de Busoni. Dite « édition de la Sirène », elle est publiée par les éditions de La Sirène, en 12 volumes in-8o, intitulée Mémoires de J. Casanova de Seingalt écrits par lui-même. Édition nouvelle publiée sous la direction de Raoul Vèze, d’après le texte de l’édition princeps Leipzig-Bruxelles-Paris (1826-1838).
- La réédition de la Pléiade (1958-1960). Une réédition soignée, due à Robert Abirached, dotée d’un large appareil critique (bien que les spécialistes lui préfèrent celui de la Sirène), et notable pour être une des rares Pléiade à éviter car basée sur un texte faux et obsolète. Publiée par les éditions Gallimard, en 3 volumes, intitulée simplement Jacques Casanova - Mémoires.

### La contrefaçon Busoni (1833-1837)
Le succès de l’édition Laforgue suscite une nouvelle édition pirate en France. C’est d’abord une copie des huit premiers volumes de l’édition Laforgue alors parus, mais les années passant sans voir sortir les quatre derniers volumes Laforgue retardés par la censure, l’éditeur charge le journaliste Philippe Busoni de les forger ; ce dernier remplace les quatre volumes manquants par deux volumes de sa plume qui sont des condensés de la retraduction Tournachon-Molin, additionnés d’épisodes inédits de son cru censés faire d’elle « la seule complète ». Dite « édition Busoni », elle est pour le compte de l’éditeur parisien Paulin, en 10 volumes, intitulée Mémoires de J. Casanova de Seingalt, écrits par lui-même. Ne quidquam sapit qui sibi non sapit. Édition originale, la seule complète.
- La réédition Rozez (1860, réimprimé au moins jusqu’en 1887). Une réédition compacte assez populaire. Dite « édition Rozez » ou « édition Paulin-Rozez » (parfois « édition Paulin-Rosez », sic), elle est pour le compte du libraire-éditeur Jean-Baptiste Rozez à Bruxelles, en 6 volumes, également intitulée Mémoires de Jacques Casanova de Seingalt, écrits par lui-même. Nequidquam sapit qui sibi non sapit. Édition originale, la seule complète.
- La réédition Flammarion (1871-1872, réimprimé depuis 1900). Une réédition populaire et à bon marché. Constamment réimprimée par la librairie parisienne Ernest Flammarion, en 6 volumes, toujours intitulée Mémoires de Jacques Casanova de Seingalt, écrits par lui-même. Nequidquam sapit qui sibi non sapit. Édition originale, la seule complète.

### L’intégrale Brockhaus-Plon (1960-1962)
Le manuscrit original reste caché un temps considérable car la maison Brockhaus ne veut plus être piratée, tandis que les guerres et les crises économiques successives retardent leurs projets jusqu’à la fin des années 1950. C’est alors la première édition du texte authentique de Casanova, en version quasi-intégrale (les quatre chapitres perdus sont remplacés par leur version Laforgue, annotée des détails procurés par la version Schütz) « conforme au manuscrit original » en son état actuel (avec une modernisation de surface de l’orthographe des noms communs), et enrichie de notes, de commentaires sur les états et parties biffées ou modifiées du manuscrit, et d’un index. Dite « édition Brockhaus-Plon », elle est pour le compte des éditeurs Brockhaus et Plon, en 12 volumes, intitulée Jacques Casanova de Seingalt Vénitien - Histoire de ma vie. Édition intégrale, annotation et index dus à Arthur Hübscher (1897-1985), éminent spécialiste universitaire de Schopenhauer, et son épouse Angelika, d’après “les travaux laissés à sa mort en 1956 par Lothar Tobias” (E. Henriot, préface à l’éd. Club français du livre). (OCLC 163781441)
Une édition de ce même texte, sous le même titre, fut ensuite publiée par le Club français du livre en 1966-1967 en 12 petits volumes de la collection Privilège (collection) reliés cuir, avec une préface d'Émile Henriot.
- La réédition Bouquins (1993, réimprimé en 1999). Devenue l’édition française de référence, c’est une réédition de la Brockhaus-Plon et de ses notes, enrichie des fameuses notes et répertoires de l’édition de la Sirène, de dizaines de textes inédits des archives de Casanova, et mise à jour des dernières découvertes casanoviennes. Publiée par les éditions Robert Laffont, en 12 volumes en 3 tomes, intitulée Jacques Casanova de Seingalt - Histoire de ma vie. Texte intégral du manuscrit original, suivi de textes inédits. Édition présentée et établie par Francis Lacassin.  (ISBN 2-221-06520-4) (OCLC 30477736)

- La collection La Pléiade, des éditions Gallimard, propose une nouvelle édition conforme au manuscrit original, intitulée Casanova, Histoire de ma vie, en trois volumes publiés successivement en 2013, 2014 et 2015. Elle conserve la disposition, la ponctuation et les italianismes de Casanova. Elle est établie sous la direction de Gérard Lahouati et Marie-Françoise Luna, avec la collaboration de Furio Luccichenti et d'Helmut Watzlawick. Elle contient deux préfaces, l'une rédigée par Gérard Lahouati, intitulée « Un miroir magique », l'autre rédigée par Marie-Françoise Luna, intitulée « L'autre Casanova : des maîtres, des échos, des voix ». Cette édition est enrichie de notes de bas de page qui fournissent la « traduction » des mots ou des passages pouvant faire difficulté, la version française des citations latines (ou autres) insérées dans le texte et les principaux repentirs de Casanova, qui portent témoignage de son travail d'écrivain et livrent, parfois, le fond de sa pensée, ainsi que d'une riche notice de fin.  (ISBN 978-2070148424)

- Nouvelle édition Bouquins (2013-2018). Sans doute pour offrir une édition intégrale et de qualité mais moins chère que celle de la Pléiade (environ 200 € pour les 3 volumes), les éditions Robert Laffont ont confié à deux autres universitaires, spécialistes de littérature du XVIIIe siècle, Jean-Christophe Igalens et Érik Leborgne, une nouvelle version en trois volumes : Casanova, Histoire de ma vie : édition établie par Jean-Christophe Igalens et Érik Leborgne, Paris : Robert Laffont, 2013-2018 (Bouquins), 3 volumes[11]. Les mêmes éditeurs ont publié dans la même collection, d’autres textes de Casanova, qui complètent ses mémoires : D'une plume indocile : essais de philosophie, de morale et de littérature. Paris : Bouquins, 2024.

### Les versions abrégées
Pour mention :
- Histoire de ma vie [morceaux choisis], sous la dir. de Jean-Michel Gardair, Gallimard, coll. « Folio classique », Paris, 1986, 375 p.  (ISBN 2-07-037760-1) (OCLC 19174459) Bien que rien ne l’annonce dans le titre ni sur la couverture, c’est un abrégé au dixième pour résumer la vie et le livre de Casanova en quelques épisodes choisis.
- Plaisirs de bouche : six épisodes extraits de Histoire de ma vie, sous la dir. de Ilona Kovács, J’ai lu, coll. « Librio », Paris, 1998, 122 p.  (ISBN 2-277-30220-1) (OCLC 43165485) Six extraits centrés sur les « aventures gastronomiques et libertines ».

## Commentaire
La morale, les faits et gestes de ce Gil Blas du XVIIIe siècle en chair et en os, comme on l’a appelé, ne s’accordaient sans doute plus avec les principes du siècle qui a vu leur publication. Partout et toujours, son caprice l’emporte sur toute sage considération. Il sacrifierait le bonheur éternel pour la satisfaction d’une fantaisie ou d’un plaisir passager et se lance dans toutes sortes d’aventures, cherchant partout le plaisir, s’accommodant de toutes les situations, tantôt livré aux expédients, mais sans aucun souci du lendemain, tantôt répandant l’argent en grand seigneur, peu délicat sur les moyens de se procurer des ressources, tantôt demandant au jeu qui lui est souvent propice de regarnir sa bourse tout à coup vidée. C’est que sa manière rentrait probablement dans la série des combinaisons complexes où l’adresse permet au joueur habile de diriger ou de corriger le hasard.
Malgré le cynisme de ses mœurs, et trop souvent la crudité de son langage, tout en racontant ses folles équipées, ses amours passagères, ses aventures malsaines, Casanova ouvre des perspectives inattendues sur la civilisation de son époque. S’il ne dit pas un mot de Naples, presque rien de Rome même, il peint le tableau avec de vives couleurs des mœurs de Londres, de Paris, de la France, Louis XV, de l’Italie et surtout de sa Venise natale, cette ville d’amour où rien n’est plus rare que les ruptures violentes, les coups de tête, les passions échevelées, les drames à grands spectacles et où l’on recherche avant tout le plaisir, où règne le libertinage. La corruption s’étale sans vergogne au milieu des élégances les plus raffinées et la passion se montre sans voile.

## Traductions
Dans sa version censurée, Casanova a été publié en plus de 20 langues et 400 éditions, mais a été surtout lu en français, en allemand, et en anglais. Les principales traductions étrangères ayant fait autorité (avec indiqué en gras celles maintenant basées sur la référence Brockhaus-Plon), classées par nom de langue :
En allemand
- (de)   (trad. et adapt. [v. 1-6] Wilhelm von Schütz [ou (v. 7-12) anon.]), Aus den Memoiren des Venetianers Jacob Casanova de Seingalt [etc.], Leipzig, F. A. Brockhaus, 1822-1828, 12 vol. 16 cm (in-8o) (OCLC 163838377), p. 6227 (env. 519 chaque)Traduction censurée du manuscrit original. Régulièrement rééditée à partir de 1850 sous le titre Memoiren, parfois en 18 volumes.
- (de)   (dir.) (trad. Heinz von Sauter), Geschichte meines Lebens, Berlin, Propyläen, 1964-1967, 12 vol. 20 cm (OCLC 11737521), p. 4717 (env. 393 chaque)Traduction complète de l’édition Brockhaus-Plon du manuscrit original. Réédition chez le même en 6 volumes doubles en 1985.

En anglais
- (en)   (trad. Arthur Machen), The Memoirs of Jacques Casanova de Seingalt, Londres, s.n., 1894, 12 vol. 20 cm (OCLC 3131068, lire en ligne), env. 4000Traduction complète du texte censuré Laforgue, édition privée limitée à 1000 exemplaires. Régulièrement réédité, dont réédition en 1902 augmentée par Arthur Symons chez Elek/Putnam (OCLC 70311240) (c’est l’édition classique numérisée par Gutenberg), et réédition limitée en 1940 augmentée de l’index et notes de la Sirène (OCLC 3235246). (Ce n’était apparemment pas la première traduction, remontant à 1863 (OCLC 32950107), et 1891 (OCLC 43895636) qui semble inachevée.)
- (en)   (trad. Willard R. Trask), History of My Life, New York, Harcourt, Brace & World, coll. « Helen and Kurt Wolff Books », 1966-1971, 12 en 6 vol. 21 cm (OCLC 557553), env. 4000Traduction complète de l’édition Brockhaus-Plon du manuscrit original. Édition U.S., réédition UK en 1967-1970 chez Longmans (OCLC 5468142). Réédition en 1997 en broché chez Johns Hopkins University Press (OCLC 36301507). Réédité en 2007 en version abrégée au tiers (1429 p.) par Peter Washington chez A. A. Knopf (OCLC 69672057).
- (en)   (dir.) (trad. Stephen Sartarelli et Sophie Hawkes), The Story of My Life, New York, Marsilio, coll. « Agincourt », 2000, 532 p., 1 vol. 24 cm cartonné (ISBN 1-56886-063-3, OCLC 44789122)Traduction concise et parfois lapidaire d’une sélection d’un huitième de l’édition Brockhaus-Plon du manuscrit original. Édition U.S. en cartonné, réédition U.S. en 2001 en broché chez Penguin (OCLC 46359659), réédition UK en 2002 en broché chez Penguin (OCLC 48236917).

En espagnol
- (es)   (trad. Mauro Armiño, préf. Félix de Azúa), Historia de mi vida, Gérone, Atalanta, novembre 2009, 12 en 2 vol. cartonné (ISBN 978-84-937-247-4-0), p. 3648 (1704, 1944)Traduction complète de l’édition Brockhaus-Plon du manuscrit original. (Il n’y avait auparavant sous ce même titre que la version censurée Laforgue, traduite par Luis Romano Haces et Luis Ogg.)

En italien
- (it)   (dir.) (trad. (v. 1-7, 13-22) Enrico Dall’Oglio ou (v. 8-12) it:Decio Cinti), Storia della mia vita, Milan, Corbaccio, 1924-1926, env. 3500 (de 160 chaque), 12 en 22 vol. 23 cm in-8o (OCLC 29362385)Traduction complète du texte censuré Laforgue, première édition intégrale italienne. Régulièrement rééditée, dont en 1961 sous la dir. de Carlo Cordié chez Gherardo Casini, Rome, 1961-1963, 12 en 4 vol., 3581 p. (OCLC 23154755), et de 1964 à 1981 chez Dall’Oglio, coll. « I Corvi », Milan, 1964, 12 en 6 vol. in-8o, 3767 p. (OCLC 13567510).
- (it)   (dir.) (trad. (v. 1-3) Giancarlo Buzzi ou (v. 4-6) Vincenzo Abrate et Giovanni Arpino), Storia della mia vita, Milan, Arnoldo Mondadori, coll. « Grandi opere e enciclopedie », 1964-1965, 12 en 7 vol. 13×20 cm (OCLC 63491130), p. 5624 (env. 800 chaque)Traduction complète de l’édition Brockhaus-Plon du manuscrit original. Les appendices et l’index sont regroupés dans le 7e volume. Épuisée et remplacée.
- (it)   (dir.) (trad. (v. 1-3) Giancarlo Buzzi ou (v. 4-6) Vincenzo Abrate et Giovanni Arpino), Storia della mia vita, Milan, Arnoldo Mondadori, coll. « I Meridiani », 1983-1989, 12 en 3 vol. 18 cm cartonné (ISBN 978-88-04-21292-8, 88-04-21293-4 et 88-04-21294-2, OCLC 10323096), p. 4378 (1267, 1752, 1359)Traduction complète de l’édition Brockhaus-Plon du manuscrit original. Réédition révisée et augmentée de la précédente édition. Régulièrement réimprimée.
- (it)   (dir.) (trad. Pietro Bartalini Bigi et Maurizio Grasso[13]), Storia della mia vita, Rome, Newton Compton, coll. « I Mammut », 1999, 2 vol. 24×15.5 cm (ISBN 978-88-82-89028-5), p. 2048Le contenu de cette « Edizione integrale » extrêmement économique (16 euros au lieu de 165) n’a pu être vérifié[14] : si elle est basée sur Laforgue ou Brockhaus, si elle est complète ou abrégée, et en quoi elle diffère de l’édition Mondadori. Réédité en 2017.

En néerlandais
- (nl)   (trad. Theo Kars), De geschiedenis van mijn leven : De memoires van Casanova, Amsterdam, Athenaeum-Polak & Van Gennep, 1991-1998, env. 4100 (env. 340 chaque), 12 vol. 21 cm cartonné et broché (ISBN 90-253-0656-X, OCLC 65686319)Traduction complète de l’édition Brockhaus-Plon du manuscrit original, « Integrale editie ». Réédité en 2002 en coffret « De complete memoires set ». (Il y a aussi eu auparavant des traductions du texte censuré par Laforgue.)

En turc (édition non terminée)
- (tr)   (trad. Mine Zorlukol), Hayatım, Istanbul, Güncel Yayıncılık, coll. « Güncel klasik », 2004-(interrompue depuis 2005), (prévue) env. 2800 (env. 280 chaque), (prévue) 12 en 10 vol. 21 cm (OCLC 57653250)Traduction (en cours ou inachevée) de l’édition Brockhaus-Plon du manuscrit original. Le titre turc est un jeu de mots qui signifie littéralement Ma vie (aux sens de Ma biographie et Ma chérie). Sa publication semble interrompue : sur les 10 tomes annoncés, seulement 3 ont paru (2 en 2004, 1 en 2005) au pointage de novembre 2009. (Ce n’est pas la première publication en turc, au moins un abrégé de 275 pages avait paru en 1993 sous le titre Anılar (Mémoires), OCLC 66248892, probablement traduit de la version Laforgue.)

### Sources
Sources générales
- Évelyne Harmegnies, Giacomo Casanova, ou, L’Europe d’un libertin, Bruxelles, Presses interuniversitaires européennes, 1995.  (ISBN 978-90-5201-411-1)
- Marie-Françoise Luna, Casanova mémorialiste, Paris, Honoré Champion, 1998.  (ISBN 978-2-85203-923-0)
- Corinne Maier, Casanova, ou La loi du désir, Paris, Imago, 2002.  (ISBN 978-2-911416-72-9)

Sources pour les éditions et traductions
- (it) Biblioteca Marciana, Venise, « Casanova: Fondo Middeldorf », consulté en avril 2008
- in Giacomo Casanova, Histoire de ma vie, Robert Laffont, Bouquins, 1993.  (ISBN 2-221-06520-4)
  - Helmut Watzlawick, « Biographie d’un manuscrit », [1987], in t. I, p. XV-XXVIII.
  - Francis Lacassin, « Bibliographie », in t. III, p. 1244-1245
- (en) Ted Emery, Casanova Research Page, Department of French and Italian, Dickinson College, www.dickinson.edu/~emery, « Editions of the Histoire de ma vie », consulté en avril 2008
- (it) Fondazione Arnoldo e Alberto Mondadori, Catalogo storico Arnoldo Mondadori Editore, catalogostorico.fondazionemondadori.it, recherche sur « Autore (tutti) match "Casanova" », consulté en avril 2008
- (tr) Güncel Yayıncılık (éditeur), www.guncelyayincilik.com.tr, ouvrages publiés de « Casanova », consulté en novembre 2009
- (en) Harmut “Pablo” Günther, The Casanova Tour, www.giacomo-casanova.de, 2001 [Heidelberg, 1996], Appendix, « Bibliography: Memoires », consulté en avril 2008
- (es) Historia de mi vida, page de vente (Casa del libro) et fiche technique (Taller de creación), consulté en novembre 2009
- (tr) Hürriyet (quotidien), rubrique Kültür Sanat, 30 juin 2004, copie en ligne de l’article « Hayatım », consulté en avril 2008
- (it) Libreria Universitaria, www.libreriauniversitaria.it, recherche sur « Autore: Casanova Giacomo », consulté en avril 2008
- (nl) Literatuur Plein, www.literatuurplein.nl, recherche sur « Auteursinformatie: Giacomo Casanova », consulté en avril 2008
- (fr + en) WorldCat, www.worldcat.org, recherche sur les titres et codes (voir aussi les onglets « Éditions »), consulté en avril 2008

Sources pour les citations
- Mémoires de J. Casanova de Seingalt, écrits par lui-même, Paris, Garnier Frères, [1880] (rééd. de Laforgue, 1826-1838)
- Histoire de ma vie, éd. Robert Laffont, coll. Bouquins, 1993 (rééd. de Brockhaus-Plon, 1960-1962)